# Heterandria bimaculata
Heterandria bimaculata är en fiskart som först beskrevs av Heckel, 1848.  Heterandria bimaculata ingår i släktet Heterandria och familjen Poeciliidae. Inga underarter finns listade i Catalogue of Life.